# Andrea Hollander Budy
Andrea Hollander Budy (Berlijn, 28 april 1947) is een Amerikaans dichter.

## Biografie
Ze groeide op in Colorado, Texas, New York en New Jersey. Ze werd opgeleid aan de Boston University en de Universiteit van Colorado.
Ze is momenteel schrijfster bij het Lyon College.
Budy's werk verscheen in onder andere het Poetry Magazine, The Georgia Review, The Gettysburg Review, New Letters, FIELD, Five Points, Shenandoah en Creative Nonfiction.
Ze trouwde met architect Todd Budy op 18 juli 1976. Ze hebben een zoon, Brooke. Ze wonen in de Ozark Mountains in de buurt van Mountain View, Arkansas.

## Prijzen
- Subiaco Award For literature Merit for Excellence in the Writing and Teaching of Poetry
- Nicholas Roerich Poëzie-prijs voor House Without a Dreamer
- DH Lawrence Fellowship
- Runes Poëzie Award
- Tweemaal de National Endowment for the Arts[3]

## Werken
Dit is een lijst van werken van Budy.

### In tijdschriften
Tussen aanhalingstekens staan de poëzie, daarachter waarin het gepubliceerd is. 
- "Wound", Able Muse
- "Exchange Student"; "Beginning and Ending with Lines from Shakespeare"; "In the Sixth Year of My Father's Illness"; "Poem in October"; "The Other Life", Poetry Magazine
- "What I Need It For"; "What It Is"; The Cortland Review, augustus 1999
- "Delta Flight 1152"; "Wound", The Drunken Boat

### Eigen publicaties
- "Woman in the Painting", Autumn House Press, 2006
- "The Other Life", Story Line Press, 2001
- "House Without a Dreamer", Story Line Press, 1995
- "What the other eye sees", Wayland Press, 1991